# كهف أم البلابل
كهف أم البلابل هو أحد الكهوف الأثرية والمعالم التاريخية في قرية كفر لاقف، إلا أن التصنيف السياسي للمكان يمنع استثماره كمزار سياحي فلسطيني. يتميز الكهف بتكوينه الجيولوجي الفريد وتاريخه الطبيعي العريق، مما يجعله وجهة مهمة للسياحة البيئية والاستكشاف.

## الموقع
يقع كهف أم البلابل في قرية كفر لاقف، في قلقيلية، شمال الضفة الغربية.

## التسمية
يعتقد بعض المؤرخون ان سبب تسمية الكهف باسم «أم البلابل» يعود إلى وضع الطيور أعشاشها في الكهف، وغالبيتها من البلابل والعصافير، والحمام.

## التكوين
تشكلت في الكهف تكوينات صخرية ذات منظر يشبه الستائر، وعلى أعمدة كلسية، ويحتوي على غرف وممرات، ويحتوي سقف هذه الغرف والممرات على امتدادات ونتوءات بفعل ترسب كاربونات الكالسيوم، وبعض الأملاح والمعادن والحجر الجيري، ويرجح بعض الباحثين ان هذه النتوءات المتدلية يرجع سبب تكوينها إلى نزول مياه الامطار من تشققات سطح الكهف التي تحتوي على ثاني أكسيد الكربون.
وهو كهف كارستي، تشكل عبر ملايين السنين نتيجة لتفاعل المياه مع الصخور الجيرية. العمليات الكارستية أدت إلى تشكيل مجموعة متنوعة من الهوابط والصواعد والهياكل الجيولوجية الأخرى داخل الكهف.